# Chisosa baja
Chisosa baja är en spindelart som först beskrevs av Willis J. Gertsch 1982.  Chisosa baja ingår i släktet Chisosa och familjen dallerspindlar. Inga underarter finns listade i Catalogue of Life.